# 官司
官司（かんし）とは、日本の律令制における官庁（および官人の組織）を指す。

## 概説
日本の官司の原型はヤマト王権（大和朝廷）の行政事務を複数の伴造が分掌して部民を動員・管理して業務を遂行した組織体であったと考えられている。その後、部民を管理して行政事務の実務を遂行する官人組織が伴部の下に形成された（人制）。
大化の改新以後、律令制に基づく官司が形成された（部民制に代わって四等官制度など）。大宝律令の制定によりほぼ完成した。
ただし、唐のような高度に体系化された官司間の統属関係は形成されず、一応は各省の下にあるものの独立した権限を有した品官や律令制の枠外に新たに設置された令外官などが存在した。